# 1-я Северная стрелковая дивизия
1-я Северная дивизия (укр. 1-ша Північна дивізія Дієвої армії УНР) — пехотная дивизия армии Украинской Народной Республики, входившей в состав Волынской группы.

## Формирование
В мае 1919 года в результате наступления польских и войск РККА на Волыни была разгромлена Северная группа армии УНР. Её остатки, ранее входившие в Запорожский корпус армии УНР были переформированы в 1-я Северную стрелковую дивизию и включены в состав Волынской группы армии УНР.

## Боевой путь
Принимала участие в Гражданской войне на Украине и советско-польской войне.
Дивизия участвовала в вооружённой борьбе против РККА в районе Каменец-Подольского и Сатановa. Во время совместного похода польской армии, действующей армии УНР и Украинской Галицкой армии на Киев в составе Волынской группы дивизия участвовала в общем наступлении на Одессу.
1 сентября 1919 года нанесла тяжёлые потери 45-й дивизии РККА, входившей в состав Южной группы войск 12-й Армии, оборонявшей Одессу, что позволило украинским войскам захватить г. Бирзула (ныне Подольск).
Осенью 1919 дивизия дивизия участвовала в боях с белогвардейскими войсками.
15-16 ноября 1919 года дивизия понесла тяжёлые потери, остатки 1-й Северной и 4-й Холмской дивизий были сведены в Волынскую дивизию.

## Командование
- генерал-майор П. К. Ерошевич (2 июня 1919 — октябрь 1919)
- П. Липовец (октябрь 1919 — ?)

## Состав
По состоянию на 16 августа 1919 года в состав дивизии входили:
- штаб;
- 1-й Гайсинский пехотный полк;
- 2-й Брестский пехотный полк;
- 3-й Подольский пехотный полк;
- 1-я Северная артиллерийская бригада:
  - штаб;
  - 1-й артиллерийский полк;
  - 2-й артиллерийский полк;
- 1-й технический Северный курень;
- 1-й Северный запасной курень.

Общая численность дивизии по состоянию на 23 августа составляла более 2700 человек, из них около 1000 штыков и сабель. На её вооружении находилось 56 пулемётов и 14 орудий.